# Maison Liétart
La maison Liétart a été construite à Bruxelles en 1898 par l'architecte Victor Taelemans en style Art nouveau.

## Situation
Cette maison se situe dans le quartier des Squares au no 32 de la rue de Pavie, à 150 m de l'immeuble le plus connu du quartier : la maison Saint-Cyr, qui fut construite entre 1901 et 1903 par Gustave Strauven.

## Description
La façade de cette maison est symétrique en ce qui concerne ses deux étages. Le premier étage est formé d'un bow-window sur base rectangulaire et de deux baies latérales. Le second étage aligne quatre baies jumelées sous une corniche reposant sur des modillons. 
L'élément le plus remarquable est le dessin en relief partant de part et d'autre du bas du bow-window : la pierre de Savonnières à joints rouges est sculptée de grandes courbes en coup de fouet. 
Le soubassement se compose de bas en haut de pierre bleue lisse, d'un bandeau et de pierre bleue brute. Une transformation en 1950 a remplacé une fenêtre de cave en arc par un porte de garage. La porte d'entrée formée de lattes horizontales est surmontée d'une imposte ornée de vitraux à droite desquels se trouve sur la pierre la signature de l'architecte Victor Taelemans.

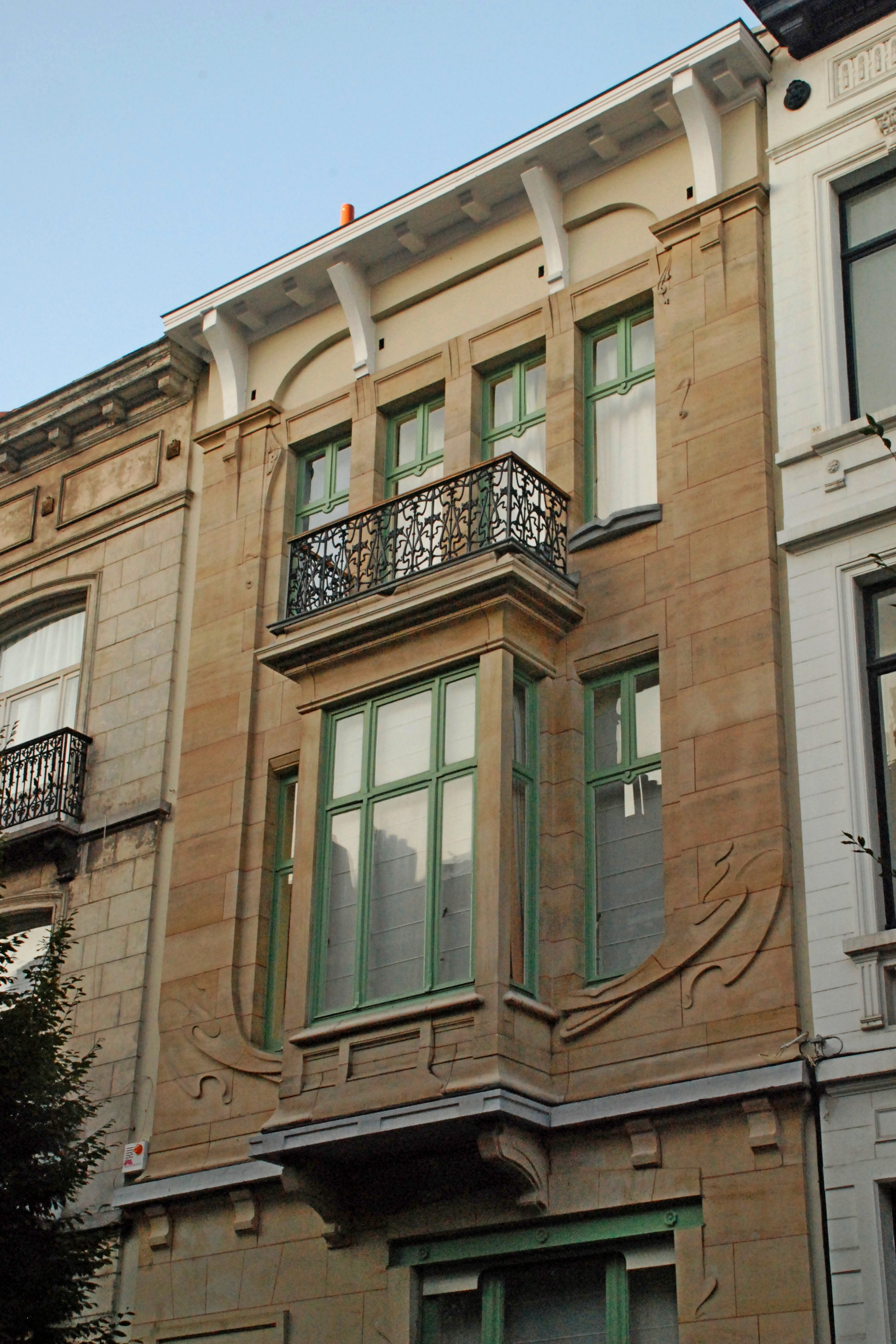
L'oriel.
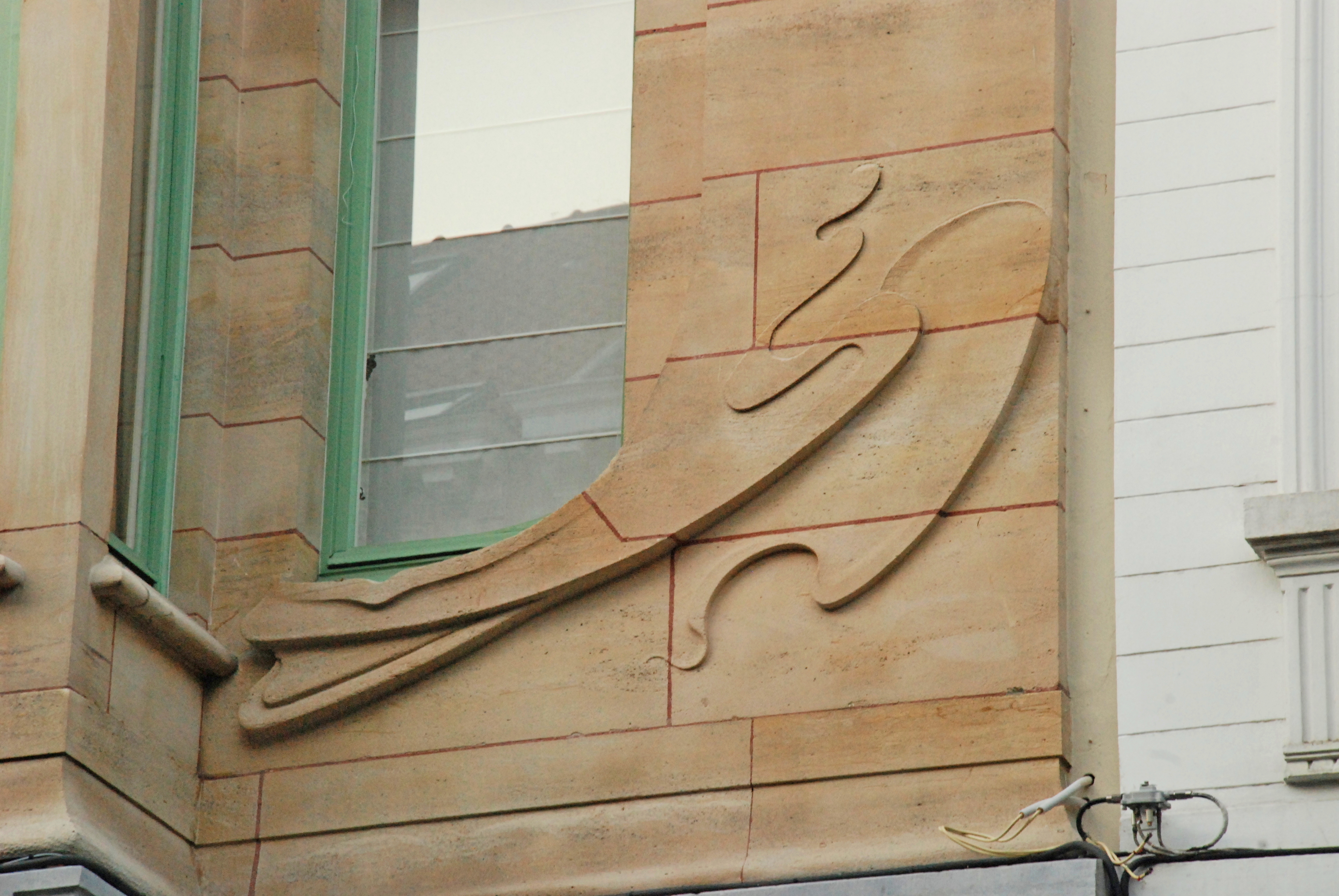
Courbes en coup de fouet.

## Sources
- Top 100 Art nouveau/Bruxelles, Marie Ressler, éditions Aparté, page 45
- http://www.irismonument.be/fr.Bruxelles_Extension_Est.Rue_de_Pavie.32.html